# Эдинбургский собор
Собор Святого Эгидия (англ. St Giles' Cathedral, Сент-Джайлс) — церковь в Эдинбурге; принадлежит Шотландской пресвитерианской церкви. Находится в центре Королевской мили и является украшением данного маршрута. В течение 900 лет храм был центром религиозной жизни Эдинбурга и до сих пор рассматривается как главный центр пресвитерианства.

## Статус
Собором, то есть местом размещения епископской кафедры, Сент-Джайлс не является и называется так только формально, поскольку осуществлял эту функцию в течение лишь двух кратких периодов в XVII веке — в 1635—1638 и 1661—1689 годах. Назначение епископов в Сент-Джайлс было организовано английскими властями и спровоцировало беспорядки и епископские войны. В Средневековье, до Реформации собор святого Джайлса был главным храмом Эдинбурга и принадлежал епископству Сент-Эндрюс, епископская же кафедра располагалась в соборе Святого Андрея в городе Сент-Эндрюс, Файф. После Реформации, и на протяжении большей части своей истории шотландская пресвитерианская церковь не имела епископов, епархий и соответственно кафедральных соборов, посему собор святого Джайлса чаще называли, и до сих пор называют «главная церковь» (англ. high kirk).

## История
Собор освящён в честь святого Эгидия (Джайлса, Жиля), покровителя калек и прокажённых, который также считается покровителем Эдинбурга. Святой был очень популярен в Средние века.

Самая старая часть здания — четыре массивных центральных колонны — относится предположительно к 1124 году, хотя доказательств этому мало. В 1385 году в соборе произошёл пожар, после чего его почти полностью пришлось перестраивать. Большая часть современного собора относится именно к тому времени. В 1466 году собору был присвоен статус коллегиальной церкви. После повышения статуса, около 1490 года, к зданию собора была пристроена башня. 

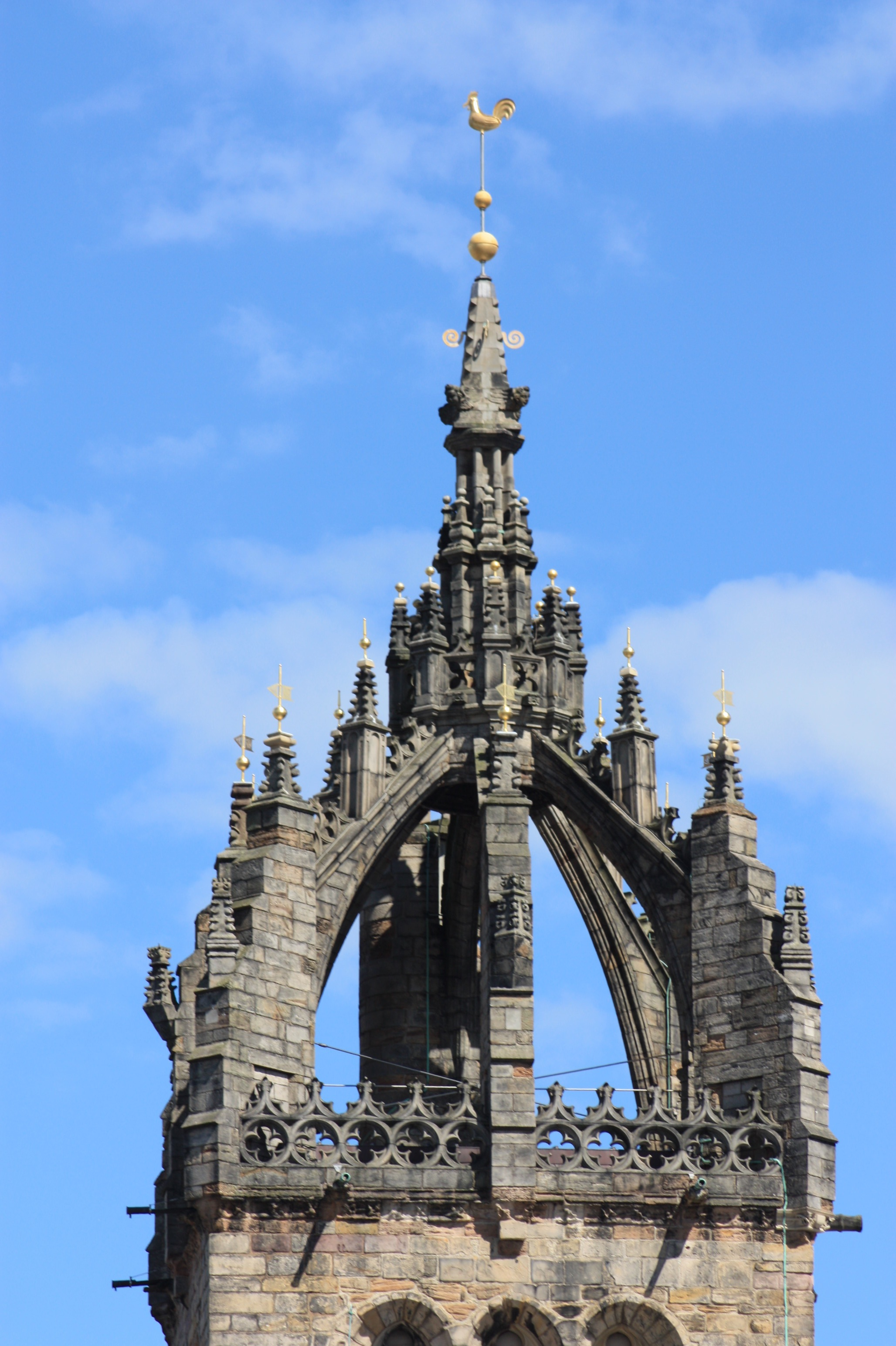
Шпиль в виде короны (конец XV века)

После ноксовской Реформации 1560 года, соборная реликвия, десница святого Джайлса с алмазным перстнем, а также другие драгоценности и святыни были проданы эдинбургским ювелирам Майклу Гилберту и Джону Харту. Внутренняя часть собора была разделена на многочисленные залы в соответствии с реформатской пресвитерианской молитвенной традицией.
Король Карл I принял решение навязать пресвитерианской церкви Шотландии новую богослужебную книгу общих молитв (англ. Book of Common Prayer). В Шотландии нововведение, исходящее от англичан понимания не нашло, и 27 июля 1637 года на воскресной службе, когда старший эдинбургский священник Джон Ханнах начал читать новую книгу, рыночная торговка Дженни Геддис (англ. Jenny Geddis) бросила стул ему в голову, после чего начались массовые беспорядки. Беспорядки, распространившиеся по всему городу, привели к созданию ковентанского движения, которое быстро охватило всю Шотландию. В результате начался военный конфликт, известный как епископская война. 
В конце XVII века для собора были изготовлены колокола. В 1707 году между парламентами Англии и Шотландии был подписан Акт об Унии и образовании нового государства Великобритания. На следующий день после подписания акта звонарь собора святого Джайлса отзвонил мелодию шотландской песни «Почему мне должно быть так грустно в мой день свадьбы?» (англ. Why should I be so sad on my wedding day?).
В течение почти 300 лет после Реформации собор широко использовался также и не для религиозных целей. В соборе в разное время было отделение полиции, пожарная станция, школа, магазин по продаже угля. В соборе также находилась гильотина (шотландская дева), а в одном крыле собора действовала тюрьма для проституток и блудниц.
К 1800 году собор находился в удручающем состоянии и портил внешний облик Эдинбурга. В 1829 году для проведения реставрационных работ был назначен архитектор Уильям Бёрн. Для симметрии и улучшения внешнего вида здания были снесены несколько часовен, в оконные проёмы были вставлены более современные витражи, внешние стены собора были обложены новым обтёсанным камнем.
В 1872-1883 гг. сэр Уильям Чемберс, лорд-провост Эдинбурга, профинансировал новую реставрацию с целью создания шотландского аналога Вестминстерского аббатства. Уильям Хэй, курировавший ремонтные работы, подошёл к старинной архитектуре без должного пиетета: в частности, были снесены старые галереи и перегородки, возведённые во времена Реформации.
В сентябре 2022 г. в Соборе проходила первая из множества поминальных служб по Королеве Елизавете II, там же состоялось первое из всей череды погребальных обрядов "бдение принцев" - стояние Короля Карла III и сыновей покойной Королевы, а также Королевской Принцессы Анны вокруг гроба Ее Величества.

## Часовня ордена Чертополоха

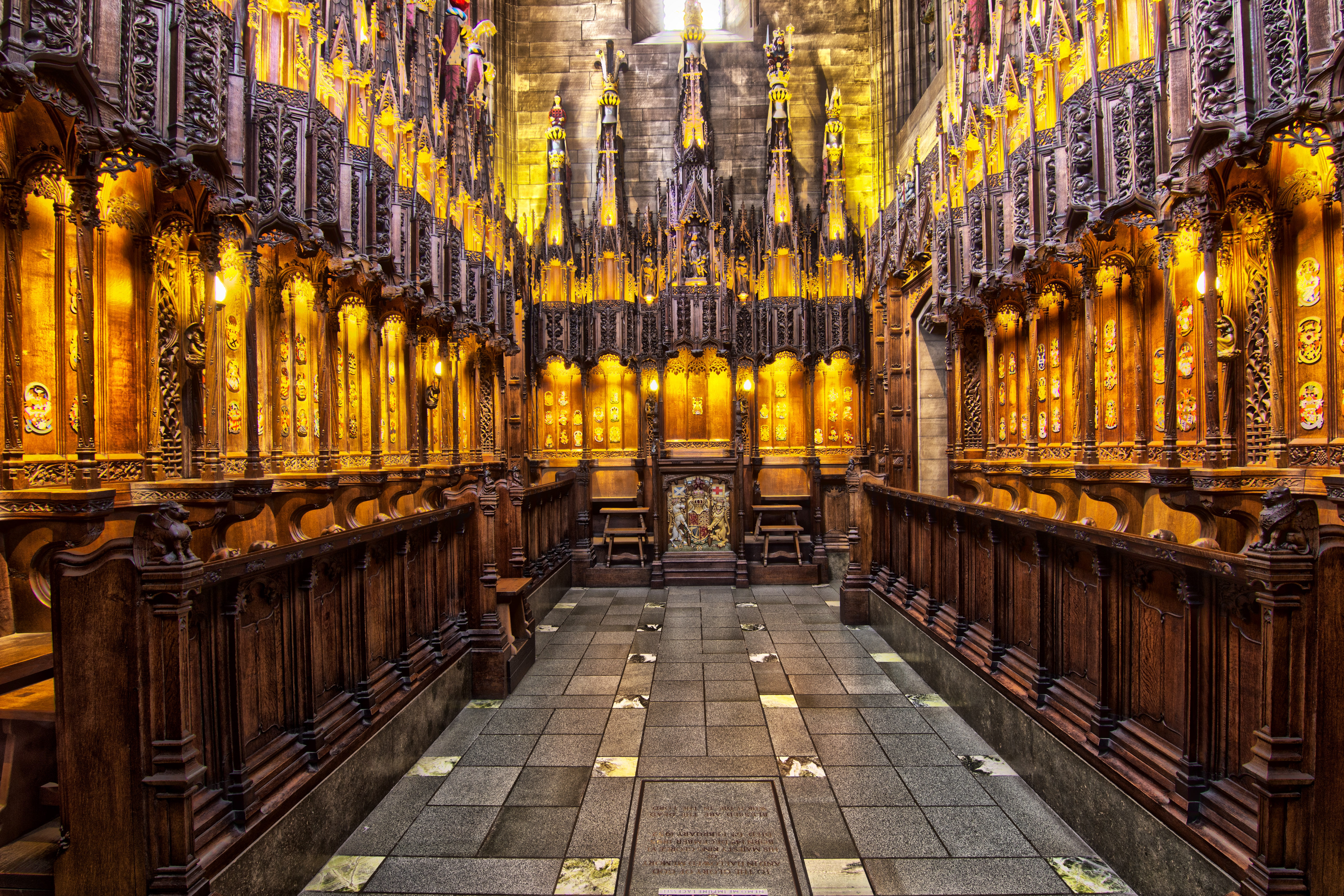
Часовня ордена Чертополоха в соборе

В 1911 году в соборе была устроена часовня ордена Чертополоха, не имевшего её с момента создания ордена в 1687 году. Каждый год, в июне или июле, монарх прибывает в Эдинбург и поселяется в Холирудском дворце. В ходе визита проводятся различные церемонии связанные с орденом Чертополоха, в часовне ордена происходит посвящение новых дам и рыцарей ордена. У каждого рыцаря ордена в часовне имеется небольшая комната, над которой помещается его меч, геральдический шлем и герб, после смерти рыцаря герб не удаляется, а переносится ниже на заднюю стенку комнаты, таким образом комнаты украшены гербами членов королевского ордена с 1911.

## Реликвии
Находясь в центре королевской мили собор является одним из самых популярных туристических мест в Эдинбурге. Кроме впечатляющей средневековой архитектуры, в собор туристов привлекают и многочисленные реликвии, хранящиеся в его здании. В соборе также похоронены многие известные и почётные граждане Шотландии, например, участник гражданской войны на стороне Карла I Джеймс Грэм, его враг, участник войны на стороне английского парламента Арчибальд Кэмпбелл, а также писатель Роберт Льюис Стивенсон и основатель пресвитерианства Джон Нокс (хотя существующее надгробие последнего представляет собой кенотаф).

## Витражи
Во время поновления 1870-х гг. в оконные проёмы были вставлены витражи с библейскими сюжетами, что было принято не всеми прихожанами, поскольку, как считалось, идёт вразрез с пресвитерианскими традициями. Не все окна были заменены в то время в том числе и по вышеуказанным причинам, но это послужило началом процесса по претворению в жизнь плана, когда непрерывно в хронологическом порядке, витражи с северо-восточной части и до северо-западной части собора несут на себе повествование Библии. Завершена установка витражей была лишь в середине XX века, на одном из последних витражей изображён св. Андрей — покровитель Шотландии. Святой Андрей предстаёт в одеянии голубого цвета, в его образе угадывается облик знаменитого эдинбургского врача Джеймса Джеймсона, так как создание витража профинансировал благодарный пациент доктора.

Круговая панорама интерьера